# Agriotes constrictus
Agriotes constrictus là một loài bọ cánh cứng trong họ Elateridae. Loài này được Reitter miêu tả khoa học năm 1900.